# Dear friend (Soweluの曲)
「Dear friend」（ディア・フレンド）は、Soweluの13枚目のシングル。2006年5月10日にデフスターレコーズから発売された。

## 概要
女の子同士の友情をテーマにしたナンバー。タイトル通り、親友のことを歌詞にしている。初回限定盤はSpecial Photoジャケット、オリジナルメッセージカード封入。
ドラマ『トップキャスター』の主題歌の話が先に決まっており、いただいた台本なども読んだ上で制作が行われた。ドラマサイドからはアップテンポという要望があり、Soweluが小・中学校の9年間ずっと聴いていたJ-POPの感覚を思い出させるようなポップな仕上がりになったという。作詞は西尾芳彦と共作で行われ、西尾が叩き台を作り、Soweluがそれに要望してく形で完成した。曲調が明るい為、言葉遊びで韻を踏むなど、面白おかしく作れたとSoweluが語っている。
「Dear Friend」のミュージック・ビデオは、タイアップ先のドラマ『トップキャスター』がニュース番組を舞台にしたドラマであることから連動感を出すために、ワイドショー形式で撮影が行われた。ビデオではシーンごとにSoweluがコスプレをしており、ライヴ、大統領演説、結婚会見、メダル受賞、ベストドレッサー授賞式と計6パターンを披露している。

## 収録曲
（全作曲：西尾芳彦、編曲：L.O.E）
1. Dear friend [3:37]
作詞：西尾芳彦、Sowelu
フジテレビ系ドラマ『トップキャスター』主題歌
九州朝日放送「ドォーモ」2006年6月度エンディングテーマ
2. 夢（4:11）
作詞：森たまき
3. Dear friend（instrumental）
4. 夢（instrumental）

## 収録アルバム
| 曲名        | アルバム                      | 発売日        |
| ----------- | ----------------------------- | ------------- |
| Dear friend | 『24 -twenty four-』          | 2006年7月12日 |
| Dear friend | 『Sowelu THE BEST 2002-2009』 | 2009年3月18日 |